# 结节乳头核
结节乳头核（ TMN ）是位于下丘脑后三分之一处的组胺能核。 它是灰块茎的一部分。 它主要由组胺能神经元（即组胺释放神经元）组成。它涉及对觉醒、学习、记忆、睡眠和能量平衡的控制。 

## 传出
结节乳头核是人脑中组胺途径的唯一来源。来自结节乳头核的最密集的轴突投射被发送到大脑皮层、海马、新纹状体、伏隔核、杏仁核和下丘脑的其他部分。 对大脑皮层的投射直接增加皮层的激活和唤醒，而对基底前脑和背侧脑桥的乙酰胆碱能神经元的投射则通过增加大脑皮层中乙酰胆碱的释放来间接增加皮层的激活和唤醒。